# Glucoside
Als Glucoside bezeichnet man eine Gruppe von organischen Substanzen, bei denen ein Alkohol oder Phenol (R-OH) über eine glycosidische Bindung an Glucose gebunden ist. Es handelt sich somit um eine Untergruppe der Glycoside. Glucoside spalten bei Hydrolyse Glucose ab. Beispiele für Glucoside sind z. B. Amygdalin und Saccharose. Einige industriell wichtige Zuckertenside – etwa Alkylpolyglycoside – sind Glucoside.